# Mobilier du pays de Rennes
Le mobilier du pays de Rennes est un type de mobilier rural qui s'est diffusé dans le Nord-Ouest du pays rennais du XVIIIe siècle au début du XXe siècle. Il se caractérise par l'emploi du merisier et l'utilisation de corniches à double cintres sur les armoires. 
Une autre particularité notable est l'habitude qu'avaient les menuisiers auteurs de ces meubles de les signer et de les dater, ce qui permet d'en recenser une soixantaine, actifs de 1714 au début du XXe siècle.

## Aire de production
Ce type de mobilier ne s'est diffusé en réalité que dans une vingtaine de communes situées au nord-ouest de Rennes. L'épicentre du style est la commune de Pacé, où sont recensés plus du quart des menuisiers connus. L'expression « meubles du pays de Rennes » est née au début du XXe siècle pour désigner ces meubles de style rural des campagnes du nord-ouest rennais et a été conservée depuis, même si ce style de meubles paysans ne s'est pas diffusé dans le milieu urbain rennais. On rencontre toutefois deux artisans auteurs de ces meubles dans les franges rurales de la commune de Rennes, non loin de la délimitation avec la commune de Pacé justement.

## Style
Le style de meubles du pays de Rennes se caractérise par :
- l'emploi du merisier comme essence de bois. Le merisier est un arbre très présent dans le bocage du bassin rennais, et c'est un bois très facile à travailler et à sculpter ;
- l'utilisation d'une corniche à double cintres sur les armoires et les buffets, à partir des années 1750 (armoire de François Bretru, 1757[5]) ;
- l'emploi de motifs décoratifs d'origine savante et parisienne, datant du XVIIIe siècle (coquilles, branches ou corbeilles de fleurs, oiseaux, cœurs...) ;
- au XIXe siècle, l'utilisation de la technique du placage et, pour les menuisiers ruraux les plus talentueux, celle de l'incrustation.

## Types de meubles
Le mobilier du pays de Rennes est surtout connu par les armoires au style aisément reconnaissable, mais des buffets, des boîtes d'horloge, des tables à tirettes, des huches, des lits à colonnes et des « lits-carrosses », voire des prie-Dieu

## Menuisiers
Certains menuisiers sont restés célèbres, ont signé des meubles exposés aujourd'hui dans des collections publiques ou ont fait l'objet d'études et d'articles. On peut citer notamment :
- Charles Allory (1783-1853), installé à Pacé[7].
- Charles Croizé (1756-1814)[8].
- Jean-Charles Croizé (1775-1848), fils du précédent.